# Miguel Gual Agustina
Miguel Gual Agustina (Barcelona, España; 11 de mayo de 1911— íd; 9 de marzo de 1989) fue un jugador y entrenador de fútbol español.

## Trayectoria

### Como jugador
Gual inició su carrera futbolística en el CE Júpiter de Barcelona. Posteriormente vistió la camiseta del FC Barcelona en varios encuentros amistosos y en 1929 firmó su primer contrato profesional con el Sevilla FC, de Segunda División. En 1931 jugó brevemente en el Racing Club de Córdoba, antes de regresar al FC Barcelona. Con el club azulgrana debutó en Primera División y fue campeón de Cataluña. Sin embargo, con José Samitier como delantero titular, Gual gozó de pocos minutos de juego: en dos temporadas únicamente participó en cuatro partidos de liga, en los que marcó dos goles.
En 1933 Gual y Parera I recibieron la baja del FC Barcelona y ambos ficharon por el CE Sabadell, que acababa de lograr el ascenso a Segunda División, donde formaron una exitosa dupla atacante. La temporada 1933/34 ganaron el Campeonato de Cataluña y la siguiente fueron subcampeones de la Copa de España, perdiendo la final contra su exequipo, el Sevilla FC, por 3-0. Gual saltó al campo como titular y disputó todo el encuentro, a pesar de jugar gran parte del partido lesionado.
Gracias a sus buenas actuaciones con los arlequinados, en 1936 el FC Barcelona le repescó, pero la guerra civil española se interpuso en su carrera. Paralizadas las competiciones nacionales, fue campeón de Cataluña y de la Liga Mediterránea, antes de marchar de gira por América con el Barcelona en 1937. Al igual que otros jugadores, Gual permaneció en México, donde jugó con el Real Club España. En 1940, ya finalizada la guerra, regresó al CE Sabadell, donde terminó su carrera profesional en 1942. Siguió jugando como amateur en La España Industrial, equipo filial del FC Barcelona, donde colgó las botas.

### Como entrenador
Nada más retirarse en La España Industrial, inició su carrera como entrenador en ese mismo club, al que ascendió del fútbol regional a la Primera División. El primer ascenso, a Tercera División, lo consiguió en 1950. Dos años después fue campeón de liga, subiendo directamente a Segunda División. En el debut del club industrial en la categoría de plata quedó en segunda posición y disputó la fase de ascenso, donde logró una plaza en Primera División, a la que renunció por su condición de filial. Tres años más tarde, el equipo de Gual logró nuevamente el ascenso a la máxima categoría; en esta ocasión la entidad sí lo hizo efectivo, aunque cambiando su denominación por Club Deportivo Condal.
Gual se mantuvo al frente del equipo durante toda la campaña del debut en Primera División. Tras estar casi toda la temporada fuera de los puestos de descenso, una derrota en la última jornada, en Valencia, condenó al equipo a la última plaza y a perder la categoría.
Posteriormente, se desvinculó del filial y entrenó al RCD Mallorca, al Córdoba CF, al Real Santander y al CA Osasuna, con el que consiguió un nuevo ascenso a Primera División. En 1968 pasó a entrenar el Atlético Cataluña, equipo filial del FC Barcelona. Dirigió al equipo en Tercera División hasta 1970, cuando se fusionó con el CD Condal para convertirse en FC Barcelona Atlético.

## Clubes

### Como jugador
| Club                    | País   | Año       |
| ----------------------- | ------ | --------- |
| CE Júpiter              | España | 1928-1929 |
| Sevilla FC              | España | 1929-1931 |
| Córdoba Racing Club     | España | 1931      |
| FC Barcelona            | España | 1931-1933 |
| CE Sabadell             | España | 1933-1936 |
| FC Barcelona            | España | 1936-1937 |
| Real Club España        | México | 1938-1939 |
| CE Sabadell             | España | 1940-1943 |
| SD La España Industrial | España | 1943-1946 |

### Como entrenador
| Club                              | País   | Año       |
| --------------------------------- | ------ | --------- |
| SD La España Industrial CD Condal | España | 1946-1957 |
| RCD Mallorca                      | España | 1957-1958 |
| Córdoba CF                        | España | 1958      |
| CD Europa                         | España | 1959-1960 |
| CA Osasuna                        | España | 1960-1962 |
| Real Santander                    | España | 1962-1963 |
| CA Osasuna                        | España | 1963-1965 |
| Atlético Cataluña CF              | España | 1968-1970 |